# Creoleon persicus
Creoleon persicus is een insect uit de familie van de mierenleeuwen (Myrmeleontidae), die tot de orde netvleugeligen (Neuroptera) behoort. 
Creoleon persicus is voor het eerst wetenschappelijk beschreven door Hölzel in 1972.